# Denis Špoljarić
Denis Milan Špoljarić (Dubrovnik, 1979. augusztus 20. –) olimpiai és világbajnok horvát válogatott kézilabdázó.

## Pályafutása

### Klubcsapatokban
Denis Špoljarić az akkor Badel Zagreb néven szereplő RK Zagreb csapatában kezdte pályafutását. 1997-ben, 1998-ban, 1999-ben, 2000-ben és 2001-ben, valamint 1997-ben, 1998-ban, 1999-ben és 2000-ben megnyerte a csapattal hazája bajnokságát és az országos kupát. 2001 októberében, bár több európai élklub is érdeklődött iránta a svájci Pfadi Winterthur játékosa lett. Egy szezont töltött a klubnál, ez idő alatt svájci bajnokságot nyert, majd visszatért a Zagrebhez.
2003-ban, 2004-ben, 2005-ben és 2006-ban ismét bajnoki címet nyert az együttessel, ezt követően pedig újra légiósnak állt, a szlovén RK Celje csapatában folytatta pályafutását. Szlovéniában is bajnoki címet nyert, majd egy évet követően újra visszatért a Zagrebbe. 2010 nyarán szerződött a német Bundesligában szereplő Füchse Berlinhez. Német kupagyőztes lett a fővárosi csapattal, valamint 2015-ben EHF-kupa-győztes. 2016 nyarán folyamatos sérülései miatt bejelentette visszavonulását.

### A válogatottban
A horvát válogatottban 1999-ben mutatkozott be. 2003-ban világbajnoki, egy évvel később pedig olimpiai bajnoki címet szerzett a csapattal,  igaz Ivano Balić mögött kevesebb játéklehetőséget kapott a nemzeti csapatban, mint klubjaiban. 131 válogatott mérkőzésen 58 gólt szerzett.

## Sikerei, díjai
Zagreb
- Horvát bajnok (11): 1997-98, 1998-99, 1999-00, 2000-01, 2002-03, 2003-04, 2004-05, 2005-06, 2007-08, 2008-09, 2009-10
- Horvát kupagyőztes (10): 1998, 1999, 2000, 2001, 2003, 2004, 2005, 2006, 2008, 2009, 2010
- Kupagyőztesek Európa-kupája döntős (1): 2005

Pfadi Winterthur
- Svájci bajnok (1): 2001-02

Pivovara Laško Celje
- Szlovén bajnok (1): 2006-07
- Szlovén kupagyőztes (1): 2007

Füchse Berlin
- Német kupagyőztes (1): 2014
- EHF-kupa-győztes (1): 2014–15

Egyéni elismerés
- Order of Danica Hrvatska[6]